# Llista d'episodis d'Arròs covat
Arròs covat és una sèrie d'animació creada pel dibuixant Juanjo Sáez, dirigida per Luis Fabra i Kike Maíllo, estrenada pel canal 33 de Televisió de Catalunya el 29 de setembre de 2009. La sèrie és protagonitzada per Xavi Masdéu, un dissenyador gràfic de 30 anys que ha de refer la seva vida després que la seva xicota, la Sònia, trenqui la relació.

## Llista d'episodis
Aquesta llista d'episodis correspon a les temporades emeses de la sèrie Arròs covat a Televisió de Catalunya. Cada episodi té el nom d'una especialitat d'arròs que guarda una estreta relació amb la seva trama, excepte l'episodi 9.

### Primera temporada
La primera temporada fou estrenada el 29 de setembre de 2009 fins al 22 de desembre del mateix any.
| # | Títol                  | Direcció                 | Guió                                   | Data d'estrena a Catalunya |
| --- | ---------------------- | ------------------------ | -------------------------------------- | -------------------------- |
| 1 | «Arròs a banda»        | Luis Fabra i Kike Maíllo | Oriol Capel, Juanjo Sáez i Enric Pardo | 29 de setembre de 2009     |
| El Xavi és un jove dissenyador, modern i cosmopolita, que viu amb la seva nòvia de tota la vida, la Sònia. Ell creu ser feliç fins que un dia. s'adona que se li cova l'arròs. Ja té 30 anys, i té la sensació que la vida li passa per davant sense fer-hi res.                                                                    |                        |                          |                                        |                            |
| 2 | «Arròs a la cubana»    | Luis Fabra i Kike Maíllo | Oriol Capel, Juanjo Sáez i Enric Pardo | 6 d'octubre de 2009        |
| El Xavi està deprimit per la ruptura amb la Sònia, però vol seguir vivint experiències noves i no es pot treure del cap una jove dissenyadora, la Luz. Els seus companys de l'estudi decideixen muntar-li una festa a casa, que se'ls hi escaparà de les mans.                                                                      |                        |                          |                                        |                            |
| 3 | «Arròs mar i muntanya» | Luis Fabra i Kike Maíllo | Oriol Capel, Juanjo Sáez i Enric Pardo | 13 d'octubre de 2009       |
| El Xavi troba a faltar la Sònia, però la Luz li proposa una cita. El Xavi redescobrirà el món de les cites i intentarà seduir a la Luz, però mai es podrà treure del damunt el record de la Sònia. El Xavi haurà de lluitar entre ser un modernillo enrotllat o un pagafantes més.                                                  |                        |                          |                                        |                            |
| 4 | «Arròs integral»       | Luis Fabra i Kike Maíllo | Oriol Capel, Juanjo Sáez i Enric Pardo | 20 d'octubre de 2009       |
| Les coses es compliquen a l'estudi, el Lluís i el Ricard sospiten del Xavi i ell els enganya prometent una feina per a IKEA. Mentres tant, el Xavi s'haurà de decidir si vol a la Luz, a la Sònia o a les dues alhora. |                        |                          |                                        |                            |
| 5 | «Sobres d'arròs»       | Luis Fabra i Kike Maíllo | Oriol Capel, Juanjo Sáez i Enric Pardo | 27 d'octubre de 2009       |
| El Xavi es disculpa amb els companys de l'estudi per haver mentit i troba noves perspectives de feina per a ells. La Sònia torna a casa, però per a emportar-se les seves coses i la nevera, regal dels ex-sogres del Xavi. Don Teodoro i el seu ex-jendre tindran una agradable conversa.                                          |                        |                          |                                        |                            |
| 6 | «Arròs de borratxo»    | Luis Fabra i Kike Maíllo | Oriol Capel, Juanjo Sáez i Enric Pardo | 3 de novembre de 2009      |
| El Xavi decideix oblidar a les dones per un temps i tornar a les arrels de la seva joventut per a ser feliç. però la Luz li demana ajuda en un treball i descobreix que la joventut d'avui és diferent a la que ell creia. La Tieta Paquita es retrobarà amb un antic amant seu.                                                    |                        |                          |                                        |                            |
| 7 | «Arròs amb llamàntols» | Luis Fabra i Kike Maíllo | Oriol Capel, Juanjo Sáez i Enric Pardo | 10 de novembre de 2009     |
| La situació econòmica de l'estudi és lamentable i el Lluís i el Ricard decideixen cobrar els retards a la seva manera. El Xavi ha de buscar una solució per a poder pagar als seus empleats i acabarà fent feines que mai hauria imaginat.                                                                                          |                        |                          |                                        |                            |
| 8 | «Arròs de la mama»     | Luis Fabra i Kike Maíllo | Oriol Capel, Juanjo Sáez i Enric Pardo | 17 de novembre de 2009     |
| El Xavi aconsegueix que el Serafí, l'amant de la tieta Paquita l'avali per a un préstec. Al banc es trobarà amb l'Agus, una mare soltera de 50 anys que li oferirà un crèdit i alguna cosa més. |                        |                          |                                        |                            |
| 9 | «Cocido madrileño»     | Luis Fabra i Kike Maíllo | Oriol Capel, Juanjo Sáez i Enric Pardo | 24 de novembre de 2009     |
| Per fi les coses s'han normalitzat a l'estudi el Talpgràfic. La feina sembla que torna a sorgir i els arriba una oferta des de Madrid. Els tres van a la capital per a fer un prova. I com tothom ja sap, el món és molt petit, i allà el Xavi, el Lluís i el Ricard es trobaran amb antics amors. o amb algú encara més inesperat. |                        |                          |                                        |                            |
| 10 | «Arròs de menú»        | Luis Fabra i Kike Maíllo | Oriol Capel, Juanjo Sáez i Enric Pardo | 1 de desembre de 2009      |
| Al Lluís i al Ricard els arriba una oferta de feina d'un important estudi de disseny, que intentaràn amagar-li al Xavi. Mentrestant aquest, confiant amb el seu equip, seguirà buscant feina per la seva empresa; aquesta vegada haurà de dissenyar el poster per un festival de cine gay.                                          |                        |                          |                                        |                            |
| 11 | «Arròs de sushi»       | Luis Fabra i Kike Maíllo | Oriol Capel, Juanjo Sáez i Enric Pardo | 15 de desembre de 2009     |
| El Xavi ha d'abandonar el seu pis. Li demanen un lloguer massa elevat i ha d'anar a casa d'algú altre. A part, ha de buscar acompanyant per la festa d'entrega dels premis LAÜS, on es retrobarà amb persones que feia temps que no veia.                                                                                           |                        |                          |                                        |                            |
| 12 | «Arròs d'hospital»     | Luis Fabra i Kike Maíllo | Oriol Capel, Juanjo Sáez i Enric Pardo | 22 de desembre de 2009     |
| Després de la festa dels premis LAÜS, el Xavi i la Tieta Paquita discuteixen. Ell s'enfada molt i a la tieta li agafa un cobriment de cor, fent sentir al Xavi molt culpable. A l'hospital ella rebrà visites de persones conegudes que li descobriran al Xavi secrets del passat de la seva tia.                                   |                        |                          |                                        |                            |

### Segona temporada
La segona temporada fou estrenada el 6 de gener de 2011 fins al 16 de març del mateix any.
| # | Títol                                  | Direcció                 | Guió                                   | Data d'estrena a Catalunya |
| --- | -------------------------------------- | ------------------------ | -------------------------------------- | -------------------------- |
| 13 | «Arròs amb llet»                       | Luis Fabra i Kike Maíllo | Oriol Capel, Juanjo Sáez i Enric Pardo | 6 de gener de 2011         |
| Després de la mort de la tieta Paquita el Xavi torna a la Verneda a viure amb els seus pares. Allà abandonarà el món del disseny per convertir-se en professor d'autoescola, com el seu pare. A part, rebrà unes trucades estranyes i misterioses...                                                                                         |                                        |                          |                                        |                            |
| 14 | «Arròs brut»                           | Luis Fabra i Kike Maíllo | Oriol Capel, Juanjo Sáez i Enric Pardo | 13 de gener de 2011        |
| La tieta Paquita ha anat a parar al cel però aquest indret idíl·lic no li acaba de fer el pes. Mentrestant, en Xavi comença a donar classes a l'autoescola Masdéu. La cosa no li anirà gaire bé i acabarà... bé, diguem que les coses se li complicaran una miqueta.                                                                         |                                        |                          |                                        |                            |
| 15 | «Arròs de la Paquita»                  | Luis Fabra i Kike Maíllo | Oriol Capel, Juanjo Sáez i Enric Pardo | 20 de gener de 2011        |
| La presó marca, i després d'aquesta terrible experiència el Xavi necessita canviar d'aires. Dit i fet, el Xavi decideix compartir pis amb el Serafí però poc a poc veurà que s'està convertint en un jove ancià. Potser és moment de moure el cul i recuperar el Talp Gràfic. Però...amb quins diners? I on cony estan el Ricard i el Lluís? |                                        |                          |                                        |                            |
| 16 | «Empatx d'arròs»                       | Luis Fabra i Kike Maíllo | Oriol Capel, Juanjo Sáez i Enric Pardo | 27 de gener de 2011        |
| El Xavi comença a tenir alguns desitjos, necessita¿ sucar. Fa massa temps que no està amb una noia i per culpa dels seus companys d'estudi acaba en el món de les xarxes socials. De cop, la seva vida es converteix en una bogeria de cites, de dones que van i venen, però la seva obsessió se centra en una noia, la Vicky.               |                                        |                          |                                        |                            |
| 17 | «Arròs congelat»                       | Luis Fabra i Kike Maíllo | Oriol Capel, Juanjo Sáez i Enric Pardo | 3 de febrer de 2011        |
| Un dia pot fer moltes voltes. Pot començar bé i acabar malament o al revés. Potser fins i tot comença de puta mare i acaba també de collons. O comença com una merda i també acaba com una merda. En fi, ja no sé el que em dic. El cas és que mai se sap el que passarà, així que ho hem d'entomar tan bé com puguem.                       |                                        |                          |                                        |                            |
| 18 | «Covada d'arròs»                       | Luis Fabra i Kike Maíllo | Oriol Capel, Juanjo Sáez i Enric Pardo | 10 de febrer de 2011       |
| El Xavi sent alguna cosa per la Laura però... I la Laura pel Xavi? Tots hem desitjat algun cop poder veure com es viuen les coses des de l'altre costat. Descobrir la cara oculta de la lluna, resoldre el misteri de l'edifici Windsor, saber la veritat sobre el manuscrit de Voynich...ehem, ehem, en fi, ja m'enteneu.                   |                                        |                          |                                        |                            |
| 19 | «Pastís d'arròs»                       | Luis Fabra i Kike Maíllo | Oriol Capel, Juanjo Sáez i Enric Pardo | 17 de febrer de 2011       |
| El Xavi se sent estrany i està una mica preocupat. El que li passa és que està enamorat. En aquest capítol assistim a una enumeració de tot allò que fem quan just ens acabem d'enamorar. Són coses entranyables entre la teva parella i tu, però enganxifoses per la resta del món.                                                         |                                        |                          |                                        |                            |
| 20 | «Arròs d'Arenys amb mostassa a la mel» | Luis Fabra i Kike Maíllo | Oriol Capel, Juanjo Sáez i Enric Pardo | 24 de febrer de 2011       |
| Un antic amic de la Laura, en Paul, es quedarà uns dies a viure a casa de la Laura i en Xavi. En Paul és una estrella de rock que encisa totes les dones. Tot sembla correcte fins que el Xavi s'adona que en Paul i la Laura van estar junts i potser encara queda alguna cosa per resoldre.                                                |                                        |                          |                                        |                            |
| 21 | «Super arròs»                          | Luis Fabra i Kike Maíllo | Oriol Capel, Juanjo Sáez i Enric Pardo | 3 de març de 2011          |
| Una nit de tempesta, la llum marxa de casa del Xavi i la Laura. Per passar l'estona el Xavi decideix llegir un dels seus llibres favorits, un dels grans clàssics de la literatura il·lustrada universal. |                                        |                          |                                        |                            |
| 22 | «Arròs sènior»                         | Luis Fabra i Kike Maíllo | Oriol Capel, Juanjo Sáez i Enric Pardo | 9 de març de 2011          |
| Els joves dissenyadors reben un nou encàrrec: el disseny de la imatge d'un festival de música moderna. Però el Xavi en queda exclòs perquè és massa gran! A més, la seva xicota està obsessionada a trobar un pis nou... al camp. |                                        |                          |                                        |                            |
| 23 | «Arròs suec»                           | Luis Fabra i Kike Maíllo | Oriol Capel, Juanjo Sáez i Enric Pardo | 16 de març de 2011         |
| L'equip de dissenyadors gràfics viatgen cap a Suècia, on han rebut l'encàrrec de fer un disseny per una samarreta d'H&M. |                                        |                          |                                        |                            |
| 24 | «Arròs bomba»                          | Luis Fabra i Kike Maíllo | Oriol Capel, Juanjo Sáez i Enric Pardo | 16 de març de 2011         |
| Un antic amic de la Laura, el Paul, es quedarà uns dies a viure a casa de la Laura i el Xavi. El Paul és una estrella de rock que encisa totes les dones. Tot sembla correcte fins que el Xavi s'adona que el Paul i la Laura van estar junts i potser encara queda alguna cosa per resoldre.                                                |                                        |                          |                                        |                            |

### Tercera temporada
| # | Títol                              | Direcció                 | Guió                                   | Data d'estrena a Catalunya |
| --- | ---------------------------------- | ------------------------ | -------------------------------------- | -------------------------- |
| 25 | «Arròs per a tres»                 | Luis Fabra i Kike Maíllo | Oriol Capel, Juanjo Sáez i Enric Pardo | 10 de novembre de 2012     |
| El Xavi i la Laura d'aquí nou mesos seran pares. En Xavi està emocionat per començar aquesta nova etapa de la seva vida amb la Laura. Però un remordiment el turmenta, la infidelitat amb la sueca. En Xavi no sap què fer, si dir-li a la Laura la veritat i arriscar-se a perdre-la, o callar per sempre. |                                    |                          |                                        |                            |
| 26 | «Arròs del paleolític»             | Luis Fabra i Kike Maíllo | Oriol Capel, Juanjo Sáez i Enric Pardo | 10 de novembre de 2012     |
| El Xavi sent el crit de la selva. És inevitable. El nadó naixerà tard o d'hora i el Xavi comença a posar-se nerviós. Sent que té la responsabilitat de protegir la seva nova família. Necessita trobar una feina ja per assumir les despeses d'una nova persona a la família... |                                    |                          |                                        |                            |
| 27 | «Arruiz Zafón»                     | Luis Fabra i Kike Maíllo | Oriol Capel, Juanjo Sáez i Enric Pardo | 17 de novembre de 2012     |
| Uns comercials de l'editorial Mundo arriben al Talp Gràfic oferint-los una feina al Xavi, al Ricard i al Lluís. Per aconseguir la feina hauran de passar una sèrie d'entrevistes. La Laura no li posarà les coses fàcils al Xavi, ja que ella començarà a notar els primers canvis d'humor a causa de l'embaràs. |                                    |                          |                                        |                            |
| 28 | «Arròs inflat (part 1)»            | Luis Fabra i Kike Maíllo | Oriol Capel, Juanjo Sáez i Enric Pardo | 17 de novembre de 2012     |
| Només queden tres dies perquè neixi el futur fill de la Laura i el Xavi i a ell ja comença tenir angoixa de totes les coses que deixarà de fer el dia que sigui pare. Així que decideix treure de la caixa dels records la llista de coses que volia fer abans de morir. Però, com sempre li passa al Xavi, les coses no surten com ell esperava i a l'altre punta de la ciutat la Laura trenca aigües... |                                    |                          |                                        |                            |
| 29 | «Arròs inflat (part 2)»            | Luis Fabra i Kike Maíllo | Oriol Capel, Juanjo Sáez i Enric Pardo | 24 de novembre de 2012     |
| La Laura arriba a l'hospital amb el Lluís i el Ricard. De cop, no vol donar a llum. El Xavi no és amb ella i a més li comencen a entrar pors per la seva imminent maternitat. El que no sap la Laura és que el Xavi també és a l'hospital, però a causa d'un cop al cap no recorda qui és. |                                    |                          |                                        |                            |
| 30 | «Arròs a la malaguenya»            | Luis Fabra i Kike Maíllo | Oriol Capel, Juanjo Sáez i Enric Pardo | 24 de novembre de 2012     |
| La Laura i el Xavi ja són pares i s'enfronten al primer dia de convivència a casa amb la Dana i amb el primer conflicte important: fer-la callar quan es posa a plorar. A més, els de la Editorial Mundo ofereixen una altra feina al Talp Gràfic que farà trontollar l'amistat entre el Xavi, el Lluís i el Ricard. |                                    |                          |                                        |                            |
| 31 | «Arròs infidel»                    | Luis Fabra i Kike Maíllo | Oriol Capel, Juanjo Sáez i Enric Pardo | 1 de desembre de 2012      |
| Sortint del pediatre amb la Dana, el Xavi i la Laura es troben amb l'Isidro i la Sònia, que els ofereixen passar un cap de setmana junts en una casa seva als Pirineus. El Xavi i la Laura no tindran cap més remei que acceptar. Serà un cap de setmana inoblidable. |                                    |                          |                                        |                            |
| 32 | «Arròs responsable»                | Luis Fabra i Kike Maíllo | Oriol Capel, Juanjo Sáez i Enric Pardo | 1 de desembre de 2012      |
| El Xavi és feliç. Per ell ser pare és meravellós perquè no es responsabilitza de res. A la Laura li ofereixen una bona feina i decideix que ja és hora que el Xavi comenci a fer de pare. A més, la Laura comença a necessitar deixar de ser una mica mare i tornar a ser una dona. El Xavi passarà un sol dia amb la Dana... I quin dia! |                                    |                          |                                        |                            |
| 33 | «Arròs amb llamàntols i una gamba» | Luis Fabra i Kike Maíllo | Oriol Capel, Juanjo Sáez i Enric Pardo | 8 de desembre de 2012      |
| La Laura convida el Xavi perquè vagi amb ella a un sopar amb gent de la seva feina. Els dos decideixen deixar la Dana amb els pares del Xavi. La Dana coneixerà el gos de la família, l'Adolfo. Al sopar, un cop més, el Xavi acabarà ficant la pota. |                                    |                          |                                        |                            |
| 34 | «Arròs sense delícies»             | Luis Fabra i Kike Maíllo | Oriol Capel, Juanjo Sáez i Enric Pardo | 8 de desembre de 2012      |
| El Xavi es desperta amb una ressaca espantosa recordant la gran cagada que va cometre el dia anterior amb la Laura. Sembla que ha marxat de casa i ha deixat la Dana amb ell. El Xavi arrossega un altre cop la seva culpa en busca de qualsevol cosa que pugui arreglar el que va fer... Però la Laura amaga un secret que canviarà les coses per sempre... |                                    |                          |                                        |                            |
| 35 | «Arròs del passat Nadal»           | Luis Fabra i Kike Maíllo | Oriol Capel, Juanjo Sáez i Enric Pardo | 15 de desembre de 2012     |
| El Xavi rebrà una visita molt especial, la de la tieta Paquita. La tieta mostrarà al Xavi el seu passat, present i futur. El que farà el Xavi després d'aquest viatge només serà decisió seva. |                                    |                          |                                        |                            |
| 36 | «Arròs de boda»                    | Luis Fabra i Kike Maíllo | Oriol Capel, Juanjo Sáez i Enric Pardo | 15 de desembre de 2012     |
| La Laura ha acceptat la feina a Berlín. Ja no hi ha marxa enrere. Avui surt el seu vol i ja està tot preparat. El Xavi va a acomiadar-se d'ella i de la Dana. La Laura no es quedarà si no l'hi demana el Xavi, però està massa dolgut per demanar-l'hi... Una boda a un petit poble de Màlaga, un tarragoní avorrit que sembrarà el caos, uns Mossos d'Esquadra i un DJ de Mierda atrapat en una altra dimensió acompanyaran el nostre protagonista a través de les carreteres de peatge catalanes en una aventura èpica per recuperar la seva família. |                                    |                          |                                        |                            |